# La Moine (rivière)
Pour les articles homonymes, voir Moine (homonymie).
La rivière La Moine est une rivière qui coule dans l'État de l'Illinois aux États-Unis et un affluent de la rivière Illinois, donc un sous-affluent du Mississippi.

## Géographie
La rivière prend sa source dans le comté de Warren. La rivière s'écoule par les comtés de Henderson, McDonough et Hancock.
La rivière traverse les villes de La Harpe puis de Macomb. Elle se jette ensuite dans la rivière Illinois.

## Histoire
Son nom lui fut donné par les explorateurs français et coureurs des bois canadiens-français quand ils arpentaient cette région septentrionale de la Louisiane française et des Grands Lacs, à l'époque de la Nouvelle-France.
Les missions religieuses des Jésuites se développaient dans la région, et la rivière au Moine devint La Moine. Une rivière porte le même nom de La Moine en France du côté de Cholet en Maine-et-Loire.
En 1933, le United States Board on Geographic Names officialisa le nom de « La Moine River ».
Le Geographic Names Information System relève que cette rivière porta plusieurs noms depuis la période française.
- Rivière à la Moine
- Rivière à la Mine
- Crooked Creek
- Lamoine Creek
- Lamoine River
- La Moine River

## Hydronyme homonyme
- La rivière La Moine est également un cours d'eau qui coule en France, notamment dans le département de Maine-et-Loire.